# Neusticomys monticolus
Neusticomys monticolus es una especie de roedor de la familia Cricetidae.

## Distribución geográfica
Se encuentra  en todo la Cordillera de los Andes del oeste de Colombia y el norte de Ecuador. 